# Memoria Hungarorum
A Memoria Hungarorum („A magyarok emlékezete”) egy XVIII. századi, latin nyelvű magyarországi életrajzi lexikon.

## Története
A szerző, Horányi Elek piarista szerzetes és tanár azt a célt tűzte ki magának, hogy művével megismertesse – elsősorban a külföld előtt – a magyar tudományos irodalmat, mivel gyakran tapasztalta, hogy külföldi útjai során leminősítő véleményeket kapott a magyar irodalomról. 1767 után felmentették a tanítás alól, hogy Velencében fő művének szentelje idejét. A mű tervezete 1770-ben jelent meg Prodromus Hungariae Litteratae címmel. Ezt követően Horányi különböző magyarországi településeken (Nyitra, Tata, Pest, Buda) végzett kutatómunkát 1771 és 1774 között.   A Memoria Hungarorum című 3 kötetes alkotás végül 1775 és 1777 között Bécsben jelent meg, és összesen 1145 személy életrajzát tartalmazta, azonban ezek jelentős része politikus volt, nem pedig író. A művet az Anzeigen 1775. V. 37. száma és a berlini, lipcsei és jenai tudományos folyóiratok ismertették. 
A műnek magyar fordítása és fakszimile kiadása máig nincs, elektronikus módon azonban a Google Könyvek elérhetővé tette.
1786-ban látott hozzá Horányi, hogy egy kiegészítést készítsen. Ennek azonban csak az első része (A–C betűk) jelent meg Nova Memoria Hungarorum („A magyarok új emlékezete”) címmel Pesten 1792-ben. Ez utóbbiban 407 személy életét dolgozta fel. A kötetet az Allg. Liter. Zeitung 1796. I. 48. száma ismertette. A mű folytatása „a szükséges költségeknek nem létök miatt” elakadt.

## Kötetbeosztás
| Cím                                                                            | Kötetszám  | Megjelenési hely | Kiadási év | Oldalszám | Elektronikus elérhetőség |
| ------------------------------------------------------------------------------ | ---------- | ---------------- | ---------- | --------- | ------------------------ |
| Memoria Hungarorum et Provincialium scriptis editis notorum                    | I. kötet   | Bécs             | 1775       | 741       |                          |
| Memoria Hungarorum et Provincialium scriptis editis notorum                    | II. kötet  | Bécs             | 1776       | 719       |                          |
| Memoria Hungarorum et Provincialium scriptis editis notorum                    | III. kötet | Bécs             | 1777       | 696       |                          |
| Nova Memoria Hungarorum et provincialium scriptis editis notorum quam excitat… | I. kötet   | Pest             | 1792       | 788       |                          |